# Djenebou Sissoko
Djenebou Sissoko (ur. 27 czerwca 1982 w San) – malijska koszykarka występująca na pozycjach silnej skrzydłowej oraz środkowej, obecnie zawodniczka belgijskiego Belfius Namur.

## Osiągnięcia
Stan na 30 stycznia 2016, na podstawie, o ile nie zaznaczono inaczej.
Drużynowe
- Mistrzyni Belgii (2013)[5]
- Wicemistrzyni:
  - Szwajcarii (2011)[6]
  - Belgii (2014, 2015, 2016)[7][8]
- Zdobywczyni pucharu:
  - Belgii (2013, 2016)[8]
  - ligi szwajcarskiej (2011)[6]
  - Szwajcarii (2011)[6]
- Uczestniczka rozgrywek Eurocup (2012–2016)

Indywidualne
- MVP:
  - ligi belgijskiej (2013 według eurobasket.com)[5]
  - finałów ligi belgijskiej (2013)
- Najlepsza:
  - środkowa ligi:
    - belgijskiej (2013 według eurobasket.com)[5]
    - polskiej (2009 według eurobasket.com)

  - zawodniczka zagraniczna ligi belgijskiej (2013 według eurobasket.com)[5]
  - skrzydłowa ligi belgijskiej (2014 według eurobasket.com)[7]
- Zaliczona przez eurobasket.com do:
  - I składu:
    - ligi:
      - polskiej (2009)
      - szwajcarskiej (2011)[6]
      - belgijskiej (2013, 2014)[5][7]

    - zawodniczek zagranicznych ligi:
      - polskiej (2009)
      - szwajcarskiej (2011)[6]
      - ligi belgijskiej (2013, 2014)[5][7]

  - II składu ligi belgijskiej (2016)[8]
- Liderka w zbiórkach:
  - PLKK (2009)
  - ligi belgijskiej (2013)[5]

Reprezentacja
- Wicemistrzyni Afryki (2009)
- Brązowa medalistka mistrzostw Afryki (2011)
- Uczestniczka:
  - igrzysk:
    - igrzysk olimpijskich (2008 – 12. miejsce)
    - afrykańskich (2007)

  - mistrzostw świata:
    - 2010 – 15. miejsce
    - U–19 (2001 – 12. miejsce)

  - turnieju Diamond Ball (2008 – 6. miejsce)
- Najlepsza środkowa mistrzostw Afryki (2011)
- Zaliczona do:
  - I składu mistrzostw Afryki (2011)
  - Honorable Mention mistrzostw Afryki (2009 przez Africabasket.com)
- Liderka w zbiórkach igrzysk afrykańskich (2007 – 10. miejsce)